# Kaká
Ricardo Izecson dos Santos Leite, ismertebb nevén Kaká (Brazíliaváros, 1982. április 22. –) brazil labdarúgó, középpályás, válogatott játékos. A futballszakértők és újságírók a világ egyik legjobb középpályásának tartják.
A Kaká név onnan ered, hogy az öccse még nem tudta kimondani a keresztnevét, így lerövidítette azt (Ricardo, Kardo, Kaká). 2007. december 2-án Kaká kapta a 2007-es aranylabdát, vagyis az év európai focistájának választották. A 8. Milan-játékos lett, aki a címet a magáénak mondhatja. 444 szavazatot kapott, messze megelőzve ezzel a második Cristiano Ronaldót. Párizsban a díjátadón többek között ezt mondta: „Kivételes év volt ez számomra, és az aranylabda megkoronázza ezt a különleges 2007-es évet a számomra… Szeretnék hálát adni Istennek, aki megengedte, hogy itt legyek ma. Köszönöm a feleségemnek, a szüleimnek és a Milan csapatának is.” 2009-ben a Real Madridba szerződött.

## Családja
Öccse, Rodrigo Ifrano dos Santos Leite, vagy becenevén Digão is a nyomdokaiba lépett, egy ideig az AC Milan ificsapatában játszott. 2006-ban az olasz Serie B-ben szereplő Rimini kölcsönjátékosa volt, de a 2007/08-as szezonban már az AC Milan felnőttcsapatában szerepelt.
A Kaká becenév a „Ricardo” gyakori becézése portugálul. Az olasz média az olasz fonetikus átírás szabályai szerint Kakà formában használja.
2005-ben Caroline Celicót vette feleségül São Paulo egy evangélikus templomában. Az esküvőn a brazil válogatott tagjai, az edző Carlos Alberto Parreira és több nemzetközi hírű labdarúgó is jelen volt.Caroline Celicótól 2015-ben elvált Carolina Dias topmodell kedvéért. Vele 2019-ben kötött házasságot.
2008. június 10-én született meg São Paulóban első gyermeke, Luca Celico Leite. A baba 3,6 kg-mal és 51 cm-rel jött világra.

## Pályafutása

### São Paulo
Egy elhibázott ugrás egy úszódeszkáról majdnem futballkarrierjének végét jelentette: elrepedt egy gerinccsigolyája. Kaká saját maga úgy vélte, Jézus vigyázott rá, hogy felépülve kezdhesse profi pályafutását 2001-ben, 19 éves korában. A szezonban 27 meccsen 12 gólt lőtt, az azt követőben 22 meccsen tízet, felkeltve az európai klubok érdeklődését. 2003-ban a Milan vette meg 8,5 millió euróért.

### AC Milan
2003 nyarán Milánóba tette át székhelyét a brazil tehetség. Az olasz bajnokságban az Ancona ellen megnyert 2-0-s meccsen mutatkozott be. Ebben a szezonban 30 bajnokin 10 gólt szerzett, rögtön első milánói évében olasz bajnokságot és európai szuperkupát nyert.
2004–2005-ös szezonban már abszolút alapember volt csapatában, kihagyhatatlan játékos lett. Legtöbbször Andrij Sevcsenko mögött játszott támadó középpályásként. Hét gólt szerzett 36 liga meccsen, és második lett a bajnokságban a Milannal. A Bajnokok Ligájában a döntőig menetelt csapatával, és a Liverpoollal kerültek össze a fináléban. A Milan már 3-0-ra is vezetett a meccsen, azonban a Liverpool felállt a padlóról és kiegyenlített 10 perc alatt, majd tizenegyesekkel meg is nyerte a trófeát. Ebben az évben a legjobb középpályásnak választották a Bajnokok Ligájában.
2005–2006-os idényben szerezte az első mesterhármasát. Egészen pontosan 2006. április 9-én, a Chievo ellen, ez volt az első mesterhármasa Milan mezben.
A következő szezonban megszerezte első mesterhármasát a Bajnokok Ligájában is még a csoportmérkőzések során, az Anderlecht ellen, amelyet 4-1-re nyert meg a milánói csapat. Miután Sevcsenko távozott a csapattól, így a pályán – posztját tekintve – feljebb tolta őt Ancelotti, és a középpálya illetve a csatársor közé rakta be az brazilt, mint árnyékék, ami nagy húzásnak bizonyult. Ebben az évben ismét a Liverpool ellen játszott Bajnokok Ligája döntőt csapata, ezúttal azonban a Milan hódította el a BL-serleget. Kaká 10 gólt szerzett ebben a kiírásban.
2007. szeptember 30-án a Catania elleni bajnokin szerepelt 200. alkalommal a Milan csapatában. 2007. december 2-án Kaká remek teljesítményéért megkapta az Aranylabdát, ezzel ő lett a 8. Milan játékos, aki ebben a díjban részesült.
2009 januárjában a Manchester City 100 millió fontot ajánlott a brazil aranylabdásért, azonban Kaká (egyelőre) maradt Milánóban. Azonban nem sokáig: 2009. június 8-án Kaká a Real Madridba igazolt, 67 millió euró fejében.

### Real Madrid
2009. augusztus 29-én debütált új csapatában a Deportivo ellen megnyert mérkőzésen. Első gólját szeptember 23-án szerezte 11-esből a Villarreal ellen. 2009–2010-es szezonban lágyék sérüléssel szenvedett, így összesen 33 mérkőzésen lépett pályára, amelyeken 9 gólt szerzett.
2010-ben újabb sérülés hátráltatja a brazil, ezúttal térdsérülése miatt kellett jelentős időt kihagyni, amit később megműtöttek. Közel féléves kihagyás után 2011 januárjában tért vissza a pályára. Mourinho úgy tekintett a brazil visszatérésére, mintha egy világklasszis játékost igazolt volna a téli átigazolási időszakban. 2011. január 3-án, a Getafe ellen 3-2-re megnyert mérkőzésen lépett először pályára sérülése után. Január 9-én ismét pályára lépett a Villarreal ellen, és megszerezte első gólját a szezonban. 2011 márciusában ismét sérülés miatt volt kénytelen kihagyni pár hetet. Visszatérése azonban remekül sikerült, a Valencia ellen 2 gólt szerzett.
2011-es előszezonban alapozott az új idényre, Mourinho végig számolt vele a barátságos meccseken. Első mérkőzése a szezonban a Barca elleni spanyol szuperkupa mérkőzés volt. A bajnokságban rögtön az első meccsén betalált és kiosztott egy gólpasszt a Zaragoza ellen megnyert 6-0-s meccsen.

### Vissza Milánóba
Az aranylabdás brazil visszatéréséről már 2012 nyarán próbált egyezkedni az AC Milan és a Real Madrid, de nem sikerült megegyezni.
A szezon végével (szerződésének lejárta miatt) Kaká szabadlistára került, így a Milan újra lapot húzott és 2013. szeptember 2-án az olasz klub bejelentette a brazil érkezését.

### A válogatottban
Válogatott pályafutását Kaká a Bolívia ellen kezdte 2002 januárjában. Abban az évben már tagja volt a vb-győztes keretnek. Szerepelt a 2006-os és 2010-es világbajnokságon.

## Magánélete és hite
Elkötelezett evangéliumi keresztény. 12 éves korában lett számára igazán fontos a hit: „Megtanultam, hogy a hit határozza meg, hogy valami megtörténik vagy sem.” A 2007-es bajnokok ligája döntő lefújása utáni pillanatokban levette a mezét, megmutatva az alatt levő pólóját, amin az „I Belong to Jesus”, magyarul Jézushoz tartozom felirat volt. Kaká már korábban, a 2004-es Milan győzelemkor, illetve a 2002-es világbajnokság döntője után is ugyanezt tette, amikor a fenti feliraton kívül még a cipője nyelvére a „God Is Faithful”, vagyis Isten hűséges feliratot varrta fel. A brazil válogatott 2005-ös FIFA konföderációs kupadöntője után ő és néhány csapattársa, a kapus Heurelho Gomes és a védő Lúcio, Jézus szeret téged feliratú pólókat viseltek.
Kaká tagja a Atletas de Cristo („Athletes of Christ”, Krisztus sportolói) szervezetnek. A gól utáni ünneplései során, mindig az ég felé mutat, mintegy Istennek köszönetet mondva, és büszke arra, hogy szűz volt, amikor megnősült. Kedvenc zenéje a gospel, kedvenc könyve pedig a Biblia. 2004 novembere óta az ENSZ Ambassador Against Hunger (Nagykövetek az éhség ellen) szervezetének résztvevője.

## Pályafutása statisztikái
2012. február 4. szerint.
| Klub               | Szezon             | Bajnokság | Bajnokság | Kupa  | Kupa  | Kontinentális1 | Kontinentális1 | Egyéb2 | Egyéb2 | Összesen | Összesen |
| Klub               | Szezon             | Mérk.     | Gólok     | Mérk. | Gólok | Mérk.          | Gólok          | Mérk.  | Gólok  | Mérk.    | Gólok    |
| ------------------ | ------------------ | --------- | --------- | ----- | ----- | -------------- | -------------- | ------ | ------ | -------- | -------- |
| São Paulo          | 2001               | 27        | 12        | 7     | 1     | 5              | 0              | —      | —      | 39       | 13       |
| São Paulo          | 2002               | 22        | 9         | 9     | 6     | —              | —              | —      | —      | 31       | 15       |
| São Paulo          | 2003               | 10        | 2         | 5     | 0     | —              | —              | —      | —      | 15       | 2        |
| São Paulo          | Összesen           | 59        | 23        | 21    | 7     | 5              | 0              | —      | —      | 85       | 30       |
| Milan              | 2003–04            | 30        | 10        | 3     | 0     | 10             | 4              | 1      | 0      | 44       | 14       |
| Milan              | 2004–05            | 36        | 7         | 1     | 0     | 13             | 2              | 1      | 0      | 51       | 9        |
| Milan              | 2005–06            | 35        | 14        | 2     | 0     | 12             | 5              | —      | —      | 49       | 19       |
| Milan              | 2006–07            | 31        | 8         | 2     | 0     | 15             | 10             | —      | —      | 48       | 18       |
| Milan              | 2007–08            | 30        | 15        | 0     | 0     | 8              | 2              | 3      | 2      | 41       | 19       |
| Milan              | 2008–09            | 31        | 16        | 1     | 0     | 4              | 0              | —      | —      | 36       | 16       |
| Milan              | Összesen           | 193       | 70        | 9     | 0     | 62             | 23             | 5      | 2      | 269      | 95       |
| Real Madrid        | 2009–10            | 25        | 8         | 1     | 0     | 7              | 1              | —      | —      | 33       | 9        |
| Real Madrid        | 2010–11            | 14        | 7         | 3     | 0     | 3              | 0              | —      | —      | 20       | 7        |
| Real Madrid        | 2011–12            | 17        | 4         | 4     | 0     | 3              | 1              | 1      | 0      | 25       | 5        |
| Real Madrid        | Összesen           | 56        | 19        | 8     | 0     | 13             | 2              | 1      | 0      | 78       | 21       |
| Karrierje összesen | Karrierje összesen | 308       | 112       | 38    | 7     | 80             | 25             | 6      | 2      | 432      | 146      |

## Válogatott góljai
| #   | Dátum                | Helyszín                              | Ellenfél                | Végeredmény | Eredmény  | Kiírás                           |
| --- | -------------------- | ------------------------------------- | ----------------------- | ----------- | --------- | -------------------------------- |
| 1.  | 2002. március 7.     | Cuiabá, Brazília                      | Izland                  | 6–1         | Győzelem  | Barátságos mérkőzés              |
| 2.  | 2003. július 19.     | Miami, Amerikai Egyesült Államok      | Kolumbia                | 2–0         | Győzelem  | 2003-as CONCACAF Arany Kupa      |
| 3.  | 2003. július 19.     | Miami, Amerikai Egyesült Államok      | Kolumbia                | 2–0         | Győzelem  | 2003-as CONCACAF Arany Kupa      |
| 4.  | 2003. július 23.     | Miami, Amerikai Egyesült Államok      | Egyesült Államok        | 2–1         | Győzelem  | 2003-as CONCACAF Arany Kupa      |
| 5.  | 2003. szeptember 7.  | Barranquilla, Kolumbia                | Kolumbia                | 1–2         | Győzelem  | 2006-os vb-selejtező             |
| 6.  | 2003. október 11.    | Curitiba, Brazília                    | Uruguay                 | 3–3         | Döntetlen | 2006-os vb-selejtező             |
| 7.  | 2004. április 28.    | Budapest, Magyarország                | Magyarország            | 1–4         | Győzelem  | Barátságos mérkőzés              |
| 8.  | 2004. október 10.    | Maracaibo, Venezuela                  | Venezuela               | 2–5         | Győzelem  | 2006-os vb-selejtező             |
| 9.  | 2004. október 10.    | Maracaibo, Venezuela                  | Venezuela               | 2–5         | Győzelem  | 2006-os vb-selejtező             |
| 10. | 2005. március 27.    | Goiânia, Brazília                     | Peru                    | 1–0         | Győzelem  | 2006-os vb-selejtező             |
| 11. | 2005. június 29.     | Frankfurt, Németország                | Argentína               | 4–1         | Győzelem  | 2005-ös konföderációs kupa       |
| 12. | 2005. november 10.   | Abu Dhabi, Egyesült Arab Emírségek    | Egyesült Arab Emírségek | 0–8         | Győzelem  | Barátságos mérkőzés              |
| 13. | 2006. június 4.      | Genf, Svájc                           | Új-Zéland               | 4–0         | Győzelem  | Barátságos mérkőzés              |
| 14. | 2006. június 13.     | Berlin, Németország                   | Horvátország            | 1–0         | Győzelem  | 2006-os labdarúgó-világbajnokság |
| 15. | 2006. szeptember 3.  | London, Anglia                        | Argentína               | 3–0         | Győzelem  | Barátságos mérkőzés              |
| 16. | 2006. október 10.    | Stockholm, Svédország                 | Ecuador                 | 2–1         | Győzelem  | Barátságos mérkőzés              |
| 17. | 2006. november 15.   | Bázel, Svájc                          | Svájc                   | 1–2         | Győzelem  | Barátságos mérkőzés              |
| 18. | 2007. március 24.    | Göteborg, Svédország                  | Chile                   | 4–0         | Győzelem  | Barátságos mérkőzés              |
| 19. | 2007. szeptember 12. | Foxborough, Amerikai Egyesült Államok | Mexikó                  | 3–1         | Győzelem  | Barátságos mérkőzés              |
| 20. | 2007. október 17.    | Rio de Janeiro, Brazília              | Ecuador                 | 5–0         | Győzelem  | 2010-es vb-selejtező             |
| 21. | 2007. október 17.    | Rio de Janeiro, Brazília              | Ecuador                 | 5–0         | Győzelem  | 2010-es vb-selejtező             |
| 22. | 2007. november 18.   | Lima, Peru                            | Peru                    | 1–1         | Döntetlen | 2010-es vb-selejtező             |
| 23. | 2008. október 11.    | San Cristobal, Venezuela              | Venezuela               | 4–0         | Győzelem  | 2010-es vb-selejtező             |
| 24. | 2009. június 6.      | Montevideo, Uruguay                   | Uruguay                 | 4–0         | Győzelem  | 2010-es vb-selejtező             |
| 25. | 2009. június 15.     | Bloemfontein, Dél-afrikai Köztársaság | Egyiptom                | 4–3         | Győzelem  | 2009-es konföderációs kupa       |
| 26. | 2009. június 15.     | Bloemfontein, Dél-afrikai Köztársaság | Egyiptom                | 4–3         | Győzelem  | 2009-es konföderációs kupa       |
| 27. | 2010. június 7.      | Dar es Salaam, Tanzánia               | Tanzánia                | 1–5         | Győzelem  | Barátságos mérkőzés              |

## Sikerei, díjai

### Klubcsapatban
São Paulo
- Torneio Rio-São Paulo: 2001
- Supercampeonato Paulista: 2002

AC Milan
- Olasz bajnok: 2003–2004
- Olasz szuperkupa: 2004
- Bajnokok Ligája: 2006–2007
- UEFA Szuperkupa: 2003, 2007
- FIFA-klubvilágbajnokság: 2007

Real Madrid
- Spanyol kupa: 2010–11
- Spanyol bajnok: 2011–12

### A válogatottban
- Világbajnok: 2002
- FIFA Konföderációs Kupa: 2005, 2009

Egyéni díjak
- Revista Placar Bola de Ouro: 2002
- Campeonato Brasileiro Bola de Placar (legjobb játékos a posztján): 2002
- CONCACAF Arany-kupa Legjobb XI: 2003
- UEFA Legjobb középpályás: 2005
- Serie A az év külföldi labdarúgója: 2004, 2006, 2007
- Serie A az év labdarúgója: 2004
- UEFA az év csapata: 2006
- FIFPro Világ XI: 2006,2007
- Onze d’Or győztes : 2007
- UEFA Bajnokok Ligája legjobb góllövő: 2006–2007
- UEFA Bajnokok Ligája legjobb támadó: 2006–2007
- UEFA év labdarúgója: 2007
- Aranylabda: 2007
- FIFPro az év játékosa: 2007
- France Football aranylabdása: 2007
- AZ IFFHS szavazás legjobb irányítója: 2007

Döntős
- Interkontinentális Kupa: 2003
- UEFA Bajnokok Ligája: 2004–2005
- CONCACAF Arany-kupa: 2003